# 安溪寮 (臺南市)
安溪寮，是臺灣臺南市後壁區的一個傳統地域名稱，位於該區東南部。相較於今日行政區，其範圍大致包括頂安里不含西北端、長安里西半部、福安里不含東北部。
安溪寮的地名由來是因為居民大多祖籍為福建省泉州府安溪縣。由於集庄規模頗大，因此又細分成頂寮、中寮、下寮。

## 沿革
清治時期屬下茄苳南保，由於聚落人多，在日明治卅七年（1904年）繪製的《臺灣堡圖》上已可看到分成頂、下寮，而後頂寮再分出中寮。日治初期仍屬下茄苳南堡（「保」字改為「堡」），並將中、下寮各分成兩保，與頂寮合計共分成五保，1901年設安溪藔區，隸屬鹽水港廳 （1909年改隸嘉義廳）店仔口支廳，管轄下茄苳南堡內之本協庄、烏樹林庄、安溪藔庄（以上今屬後壁區）、土庫庄、卯舍庄（以上今屬新營區） ，1920年街庄改正，改隸臺南州新營郡後壁庄，而二次大戰後則將三寮分成頂安、長安、福安三村，2010年行政區劃改制後村更名為里。
當地以林為大姓，來自安溪縣積德鄉，另有來自積德鄉山厝土樓的王姓、大多來自安溪縣嶺頭鄉的蘇姓以及大多來自安溪縣唐坑鄉買籍里的劉姓。

## 地理、產業

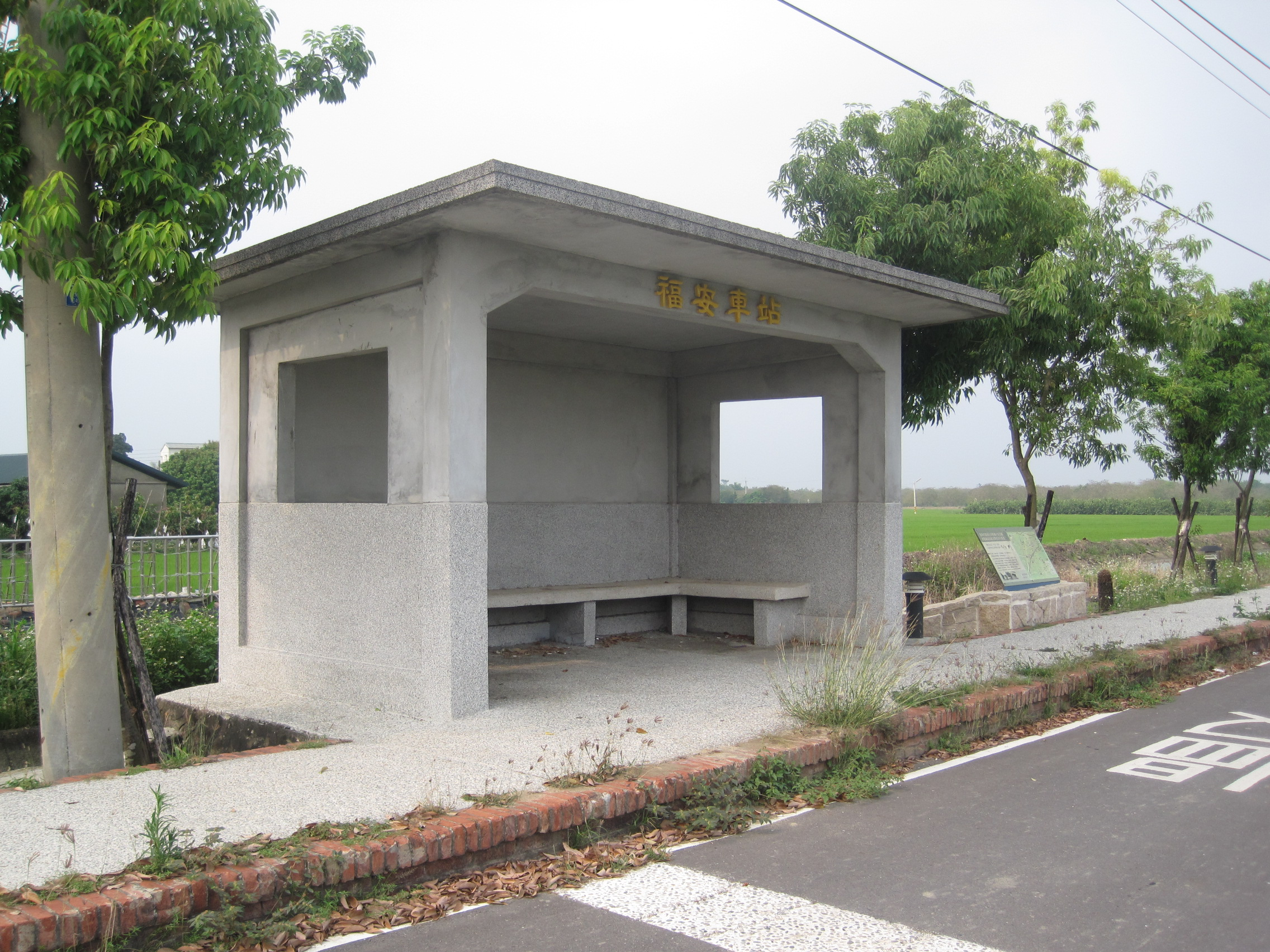
福安車站

安溪寮為府城與嘉義之間的要衝，南邊有急水溪經過，為當地灌溉用水來源。日治時期因在附近增設烏樹林製糖所，所以有不少居民在製糖所工作或種植甘蔗。而除了甘蔗之外，稻米也是當地的重要農作，此外間作有落花生、豌豆與大豆等農作物。二次大戰後稻米依然為當地重要作物，此外在1971年與1981年時也開始種植芭樂跟洋香瓜。
此外過去在頂寮（頂安里）有製造銀器與米粉的店鋪，所以留有「銀店」、「米粉間」等舊地名。而在下寮（福安里）西邊，過去在日治時期設有燒瓦的窯場，故有「瓦磘（窯）」的地名。

## 交通
- 鐵路
  - 臺糖鐵道新東線1944年起辦理客運，於安溪寮設站。1953年5月1日因位於福安（下寮）而改名福安車站。1979年廢止後站房留存迄今，但鐵道早已拆除。
- 公路
  - 二江橋：過去日治時期派出所主管與兩名江姓巡查帶頭修築的便橋，是連結頂寮與下寮的通道[3]。位置在市道172號與南76線的交叉路口一帶，現已不存[3]。

## 建築、設施

### 公家機關
- 臺南市後壁區安溪國民小學：內有歷史建築「後壁安溪國小原辦公廳及禮堂」。
- 安溪派出所
- 後壁農會安溪寮辦事處
- 水利會安溪寮工作站

### 宗教
- 福安寺（1768年）
- 福安寺土地公廟：民國70年（1981年）祈安建醮後在下寮福安里建土地公廟[4]。
- 天主教聖家堂（1957年）

### 其他
- 金紫戲院
- 空相美術館：收集展示臺灣膠彩畫畫家施金輝之作品的美術館。